# Saint-Julien-du-Verdon
Saint-Julien-du-Verdon är en kommun i departementet Alpes-de-Haute-Provence i regionen Provence-Alpes-Côte d'Azur i sydöstra Frankrike. Kommunen ligger  i kantonen Castellane som ligger i arrondissementet Castellane. År 2022 hade Saint-Julien-du-Verdon 176 invånare.

## Befolkningsutveckling
Antalet invånare i kommunen Saint-Julien-du-Verdon
Referens: INSEE